# Phragmatobia fervida
Phragmatobia fervida är en fjärilsart som beskrevs av Otto Staudinger 1871. Phragmatobia fervida ingår i släktet Phragmatobia och familjen björnspinnare. Inga underarter finns listade i Catalogue of Life.